# Референдум в Швейцарии по военному налогу (1915)
Референдум в Швейцарии по военному налогу проходил 6 июня 1915 года. Избирателей спрашивали, одобряют ли они предлагаемую поправку к Конституции о введении единого оборонного налога. Налог был одобрен 94,3% голосов избирателей и впервые в истории швейцарских референдумов он был одобрен всеми кантонами.

## Избирательная система
Конституционный референдум был обязательным, для его одобрения было необходимо двойное большинство.

## Результаты
| Выбор                                | Общее голосование | Общее голосование | Кантоны | Кантоны | Кантоны |
| Выбор                                | Голосов           | %                 | Полных  | Полу-   | Всего   |
| ------------------------------------ | ----------------- | ----------------- | ------- | ------- | ------- |
| За                                   | 452 117           | 94,3              | 19      | 6       | 22      |
| Против                               | 27 461            | 5,7               | 0       | 0       | 0       |
| Пустых бюллетеней                    | 5 646             | –                 | –       | –       | –       |
| Недействительных бюллетеней          | 2 943             | –                 | –       | –       | –       |
| Всего                                | 488 167           | 100               | 19      | 6       | 22      |
| Зарегистрированных избирателей/ Явка | 871 476           | 56.0              | –       | –       | –       |
| Источник: Nohlen & Stöver            |                   |                   |         |         |         |